# حمض الميكوفينوليك
حمض الميكوفينوليك (اختصارًا MPA) هو دواءٌ مثبطٌ للمناعة يُستخدم لمنع الرفض بعد زراعة الأعضاء، وأيضًا في علاج مرض كرون. يستخدم خصيصًا بعد زراعة الكلى والقلب والكبد. يُمكن إعطاؤه فمويًا أو وريديًا. ويأتي على شكل صوديوم الميكوفينولات أو موفيتيل الميكوفينولات.
تحدث آثارٌ جانبيةً للدواء، وتتضمن الغثيان والعداوى والإسهال، أما الآثار الجانبية الخطيرة فتتضمن زيادة خطر الإصابة بالسرطان، واعتلال بيضاء الدماغ متعدد البؤر المترقي، وفقر الدم، ونزيف الجهاز الهضمي. لا يُنصبح باستخدامه أثناء الحمل؛ لأنه قد يسبب ضررًا للطفل. يعمل الدواء عن طريق منع إنزيمات نازعة هيدروجين الأنوسـين-5-أحادي الفوسـفات [الإنجليزية] (IMPDH)، التي تحتاجها الخلايا الليمفاوية لصنع الغوانوزين.
اكتُشف حمض الميكوفينوليك لأول مرة بواسطة الإيطالي بارتولوميو جوسيو [الإنجليزية] في عام 1893. ومن ثم اكتُشف مرةً أخرى في عام 1945 وعام 1968. تمت الموافقة عليه للاستخدام الطبي في الولايات المتحدة في عام 1995، وذلك بعد اكتشاف خصائصه المثبطة للمناعة في تسعينات القرن العشرين. يتوفر كدواءٍ مكافئ. يبلغ سعره في المملكة المتحدة حوالي 14 جنيهًا إسترلينيًا في الشهر. في الولايات المتحدة، يبلغ هذا المبلغ حوالي 114 دولارًا أمريكيًا. في عام 2017، كان الدواء رقم 254 الأكثر شيوعًا في الولايات المتحدة، مع أكثر من مليون وصفة طبية.